# Équipe de Catalogne de football
 (novembre 2019).
Si vous disposez d'ouvrages ou d'articles de référence ou si vous connaissez des sites web de qualité traitant du thème abordé ici, merci de compléter l'article en donnant les références utiles à sa vérifiabilité et en les liant à la section « Notes et références ».
Maillots
L’équipe de Catalogne de football (Selecció de futbol de Catalunya en catalan) est l'équipe de football de la Catalogne. La sélection est contrôlée par la Fédération de Catalogne de football (FCF), et n'est pas reconnue internationalement. Elle n'est pas membre de la FIFA, ni de l'UEFA, et ne participe donc pas aux tournois internationaux, comme la Coupe du monde ou le Championnat d'Europe. Depuis 1912, elle joue des matchs amicaux contre des nations ou clubs officiels, ou contre d'autres communautés espagnoles.
Gerard López Segú, plus connu sous le nom de Gerard, a succédé à Johan Cruyff comme sélectionneur de la Catalogne depuis le 7 octobre 2013.

## Histoire
En 1904, grâce à l'appui de la Fédération catalane de football, la sélection catalane dispute son premier match. Cependant, c'est en 1912 qu'elle fait ses débuts "sérieux" dans un match contre la France. Pendant les années 1910, 20 et 30, l'équipe nationale de la Catalogne a vécu ses années dorées.
Avec l'arrivée de Franco au pouvoir, ils ont été éliminés des championnats régionaux en Espagne. Afin que l'Équipe catalane de football puisse jouer à nouveau, une sélection régionale de Barcelone vit le jour.
Avec la mort du dictateur commence une nouvelle étape. En 1976 la Catalogne joue un match contre l'URSS, mais 14 ans après elle n'a toujours pas rejouée.
Johan Cruijff, joueur et entraîneur historique du FC Barcelone, est le sélectionneur de la Catalogne depuis le 2 novembre 2009, date à laquelle il a succédé à Pere Gratacòs.
Le 23 décembre 2011, lorsqu'il a annoncé la liste des joueurs retenus pour le match face à la Tunisie, Johan Cruyff avait déclaré avoir à sa disposition la meilleure équipe catalane de l'histoire.

## Symboles
Évolution de la tenue
| 1904-1906 | 1906-1912 | 1912-1915 | 1915-1975 | 1976-1995 | 1997-1998 | 1999 | 2000-2003 |  |

| 2004-2006 | 2007-2009 | 2009 | 2010-2012 | 2010-12 (2a) | 2013 | 2013-2014 |  |

## Matchs depuis 1904[3]
| Année | Domicile              | Extérieur                           | Résultat | Buteurs                                                              |
| ----- | --------------------- | ----------------------------------- | -------- | -------------------------------------------------------------------- |
| 1904  | Espanyol de Barcelone | Catalogne                           | 4-1      | -                                                                    |
| 1910  | FC Barcelona          | Catalogne                           | 3-2      | -                                                                    |
| 1910  | FC Maonès             | Catalogne                           | 0-7      | -                                                                    |
| 1910  | FC Maonès             | Catalogne                           | 0-4      | -                                                                    |
| 1910  | Sélection de Paris    | Catalogne                           | 3-1      | -                                                                    |
| 1910  | Saint-Sébastien       | Catalogne                           | 5-1      | -                                                                    |
| 1910  | Sporting Irun         | Catalogne                           | 1-7      | -                                                                    |
| 1912  | France                | Catalogne                           | 7-0      | -                                                                    |
| 1912  | Catalogne             | France                              | 1-0      | -                                                                    |
| 1915  | Pays basque           | Catalogne                           | 6-1      | -                                                                    |
| 1915  | Madrid Centre         | Catalogne                           | 1-2      | -                                                                    |
| 1915  | Madrid Nord           | Catalogne                           | 1-0      | -                                                                    |
| 1915  | Catalogne             | Castille                            | 0-0      | -                                                                    |
| 1915  | Catalogne             | Guipuscoa                           | 1-2      | -                                                                    |
| 1915  | Guipuscoa             | Catalogne                           | 5-1      | -                                                                    |
| 1915  | Guipuscoa             | Catalogne                           | 0-4      | -                                                                    |
| 1916  | Castille              | Catalogne                           | 3-6      | -                                                                    |
| 1916  | Castille              | Catalogne                           | 2-2      | -                                                                    |
| 1916  | Catalogne             | Pays basque                         | 1-3      | -                                                                    |
| 1916  | Catalogne             | Pays basque                         | 0-0      | -                                                                    |
| 1917  | Catalogne             | Castille                            | 1-0      | -                                                                    |
| 1920  | Catalogne             | Biscaye                             | 2-1      | -                                                                    |
| 1920  | Catalogne             | Biscaye                             | 1-0      | -                                                                    |
| 1921  | Catalogne             | France Sud-Ouest                    | 5-1      | -                                                                    |
| 1921  | Catalogne             | France Sud-Ouest                    | 3-1      | -                                                                    |
| 1922  | Catalogne             | Provence                            | 1-0      | -                                                                    |
| 1922  | Asturies              | Catalogne                           | 1-1      | -                                                                    |
| 1922  | Asturies              | Catalogne                           | 4-4      | -                                                                    |
| 1922  | Asturies              | Catalogne                           | 2-3      | -                                                                    |
| 1922  | Guipuscoa             | Catalogne                           | 0-3      | -                                                                    |
| 1923  | Asturies              | Catalogne                           | 1-0      | -                                                                    |
| 1924  | Castille              | Catalogne                           | 4-4      | -                                                                    |
| 1924  | Castille              | Catalogne                           | 2-3      | -                                                                    |
| 1929  | Catalogne             | Bolton Wanderers                    | 4-0      | -                                                                    |
| 1930  | Catalogne             | Pays basque                         | 0-1      | -                                                                    |
| 1930  | Catalogne             | Madrid Centre                       | 3-0      | -                                                                    |
| 1930  | Catalogne             | Biscaye                             | 2-1      | -                                                                    |
| 1931  | Pays basque           | Catalogne                           | 3-2      | -                                                                    |
| 1931  | Madrid Centre         | Catalogne                           | 1-1      | -                                                                    |
| 1931  | Catalogne             | Prague XI                           | 1-0      | -                                                                    |
| 1931  | Catalogne             | CE Europa                           | 3-2      | -                                                                    |
| 1931  | Îles Baléares         | Catalogne                           | 1-4      | -                                                                    |
| 1932  | Madrid Centre         | Catalogne                           | 1-1      | -                                                                    |
| 1932  | Catalogne             | Castille                            | 3-2      | -                                                                    |
| 1932  | Catalogne             | AC Torino                           | 3-2      | -                                                                    |
| 1941  | Catalogne             | Stuttgart XI                        | 3-3      | -                                                                    |
| 1941  | Stuttgart XI          | Catalogne                           | 1-2      | -                                                                    |
| 1942  | Catalogne             | Castille                            | 3-4      | -                                                                    |
| 1943  | Castille              | Catalogne                           | 1-5      | -                                                                    |
| 1944  | Valence CF            | Catalogne                           | 3-4      | -                                                                    |
| 1944  | Catalogne             | Valence CF                          | 2-2      | -                                                                    |
| 1944  | Catalogne             | Espanyol de Barcelone               | 1-2      | -                                                                    |
| 1946  | Catalogne             | Castille                            | 5-2      | -                                                                    |
| 1947  | AC Torino             | Catalogne                           | 2-0      | -                                                                    |
| 1948  | Catalogne             | Barcelone XI                        | 5-3      | -                                                                    |
| 1950  | Catalogne             | Club Deportivo Universidad Católica | 1-1      | -                                                                    |
| 1954  | Catalogne             | FC Saarbrücken                      | 1-2      | -                                                                    |
| 1955  | Hambourg SV           | Catalogne                           | 1-3      | -                                                                    |
| 1954  | Catalogne             | Bologne FC 1909                     | 6-2      | -                                                                    |
| 1956  | Catalogne             | Luton Town                          | 3-1      | -                                                                    |
| 1956  | Catalogne             | Real Madrid                         | 2-0      | -                                                                    |
| 1958  | Berlin XI             | Catalogne                           | 0-1      | -                                                                    |
| 1959  | Catalogne             | Castille                            | 2-0      | -                                                                    |
| 1960  | Lisbonne XI           | Catalogne                           | 3-3      | -                                                                    |
| 1968  | Catalogne             | CF Atlante                          | 2-0      | -                                                                    |
| 1976  | Catalogne             | Union soviétique                    | 1-1      | Neeskens / Maksimenkov                                               |
| 1997  | Catalogne             | Bulgarie                            | 1-1      | Dani / Quique Álvarez (pen.)                                         |
| 1998  | Catalogne             | Nigeria                             | 5-0      | Òscar (2), Celades, Tamudo et Barbarà                                |
| 1999  | Catalogne             | Yougoslavie                         | 1-0      | Òscar                                                                |
| 2000  | Catalogne             | Lituanie                            | 5-0      | Òscar, Jordi Cruyff, Gerard López et Xavi                            |
| 2001  | Catalogne             | Chili                               | 1-0      | Luis García                                                          |
| 2002  | Catalogne             | Brésil                              | 1-3      | Luis García / Ronaldinho (2) et Edmílson                             |
| 2002  | Catalogne             | Chine                               | 2-0      | Roger Garcia et Luque                                                |
| 2003  | Catalogne             | Équateur                            | 4-2      | Sergio García (2), Xavi et Luis García / Ordóñez (2)                 |
| 2004  | Catalogne             | Brésil                              | 2-5      | Gerard et Sergio García / Ronaldo (2), Baptista (2) et Oliveira      |
| 2004  | Catalogne             | Argentine                           | 0-3      | Scaloni, Maxi et Galletti                                            |
| 2005  | Catalogne             | Paraguay                            | 1-1      | Jonathan Soriano / Gómez                                             |
| 2006  | Catalogne             | Costa Rica                          | 2-0      | Piti et Roger Garcia                                                 |
| 2006  | Catalogne             | Pays basque                         | 2-2      | Verdú et Luque / Aritz Aduriz et Llorente                            |
| 2007  | Pays basque           | Catalogne                           | 1-1      | Aritz Aduriz / Bojan Krkić                                           |
| 2008  | Catalogne             | Argentine                           | 0-1      | Lavezzi                                                              |
| 2008  | Catalogne             | Colombie                            | 2-1      | Bojan Krkić et Joan Verdú / Fredy Montero                            |
| 2009  | Catalogne             | Argentine                           | 4-2      | Sergio García, Bojan, Sergio (pen.) et Hurtado / Pastore et Di María |
| 2010  | Catalogne             | Honduras                            | 4-0      | Bojan Krkić (2), Coro, Sergio García                                 |
| 2011  | Catalogne             | Tunisie                             | 0-0      |                                                                      |
| 2013  | Catalogne             | Nigeria                             | 1-1      | Sergio González / Bright Dike                                        |
| 2013  | Catalogne             | Cap-Vert                            | 4-1      | Sergio García (2), Bojan Krkić, Oriol Riera / Jorge Djaniny          |
| 2014  | Pays basque           | Catalogne                           | 1-1      | Aritz Aduriz / Sergio García                                         |
| 2016  | Catalogne             | Tunisie                             | 3-3      | Gerard Moreno, Sergio García, Joan Verdú / Youssef Msakni (3)        |
| 2019  | Catalogne             | Venezuela                           | 2-1      | Bojan Krkić, Javi Puado / Roberto Rosales                            |
| 2022  | Catalogne             | Jamaïque                            | 6-0      | Gerard Deulofeu (3),Marc Bartra, Ferran Jutglà, Javi Puado           |

## Sélectionneurs
| Sélectionneur                      | Période     |
| ---------------------------------- | ----------- |
| Raine Gibson                       | 1911 - 1912 |
| Josep Torrents                     | 1932 - 1936 |
| Lluis Blanco                       | 1937        |
| José L. Lasplazas                  | 1941 - 1971 |
| José Santamaría                    | 1973        |
| Josep Gonzalvo                     | 1976        |
| László Kubala                      | 1990        |
| Carles Rexach et Josep Maria Fusté | 1993        |
| Pichi Alonso                       | 1995 - 2005 |
| Pere Gratacós                      | 2005 - 2009 |
| Johan Cruyff                       | 2009 - 2013 |
| Gerard López                       | 2013 - 2016 |
| Sergio González                    | 2016 -      |

### Sources et bibliographie
- (ca) Antoni Closa et Jaume Rius, Selecció Catalana de Fútbol : Nou dècades d'història, Editorial Jaume Rius, 1999 (ISBN 8492294434)